# Jacek Chmielnik

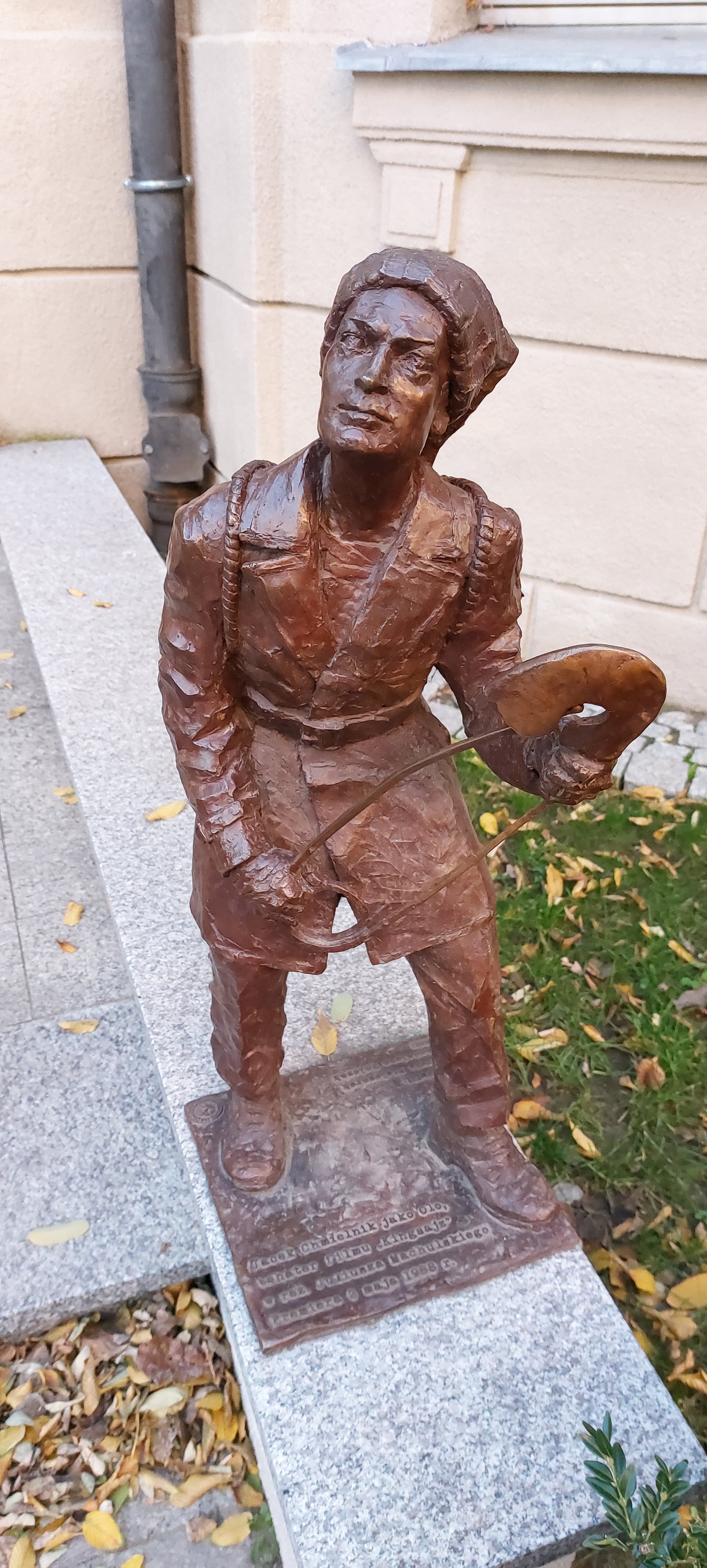
Miniatura J. Chmielnika w roli Ola z Kingsajzu w Łodzi

Jacek Chmielnik (ur. 31 stycznia 1953 w Łodzi, zm. 22 sierpnia 2007 w Suchawie) – polski aktor, reżyser teatralny, dramaturg i prezenter telewizyjny. 

## Wczesne lata
Urodził się i wychował w Łodzi w rodzinie katolickiej. Jego imię wybrała ciotka Hiacynta (zmarła krótko po jego narodzeniu), która była przełożoną sióstr elżbietanek w Bytomiu-Bobrku. Uczęszczał do III LO im. Tadeusza Kościuszki. W 1975 ukończył studia na Wydziale Aktorskim PWSFTviT w Łodzi. Jego opiekunem był wówczas Jan Machulski. W spektaklu studenckim Popiół i diament Jerzego Andrzejewskiego (1974) w reż. Jana Maciejowskiego wystąpił w roli Janusza Kotowicza. Na czwartym roku studiów zagrał Gustawa w przedstawieniu dyplomowym Śluby panieńskie Aleksandra Fredry i Tartaliana w spektaklu Turandot. Księżniczka chińska Carla Gozziego w reż. Waldemara Wilhelma (1974), gdzie napisał teksty piosenek.

## Kariera sceniczna
W 1975 debiutował w roli wyznawcy działacza społecznego w sztuce Panna Tutli-Putli Witkacego w reż. Janusza Warmińskiego na scenie warszawskiego Teatru Ateneum, gdzie grał w latach 1975–1977. Był związany z teatrami: im. Wojciecha Bogusławskiego w Kaliszu (1977–1978), Polskim w Poznaniu (1981–1982), im. Stefana Jaracza (1978–1981) i im. Juliusza Słowackiego w Krakowie (1982–1991). Grywał także w teatrach w Białymstoku, Chorzowie, Kielcach, Gliwicach, Elblągu i Wrocławiu. 
W 1978 debiutował jako reżyser i scenarzysta spektaklu Ptaki niedorosłe Krzysztofa Kamila Baczyńskiego w Teatrze im. Wojciecha Bogusławskiego w Kaliszu za dyrekcji Waldemara Wilhelma. W 1980 został uhonorowany nagrodą specjalną Ministra Kultury i Sztuki za realizację Kwartetu dla czterech aktorów Bogusława Schaeffera na XV Ogólnopolskim Przeglądzie Teatrów Małych Form w Szczecinie. W 1987 dostał wyróżnienie jury VIII Przeglądu Piosenki Aktorskiej we Wrocławiu za „Krajowy blues” z własnym tekstem i muzyką oraz za jeden z utworów ze swojej pierwszej sztuki teatralnej Wiosna w ZOO, napisanej w 1983.
Był także dramaturgiem. W 1986 jako autor komedii Romanca w Teatrze im. Juliusza Słowackiego w Krakowie otrzymał nagrodę za „bezpretensjonalną propozycję teatru autorskiego” na XXV Festiwalu Polskich Sztuk Współczesnych we Wrocławiu. Miał na koncie 18 realizacji na polskich scenach i trzy za granicą. W latach 1986–96 Romanca była najczęściej wystawianą polską sztuką współczesną.
W latach 1993–1996 pełnił stanowisko dyrektora Teatru Nowego w Łodzi. W 1994 łódzcy recenzenci teatralni przyznali Jackowi Chmielnikowi „Nadzwyczajną Czarną Maskę” za utrzymywanie niskiego poziomu w Teatrze Nowym, którego był dyrektorem, a rok później w 1995 otrzymał „Złotą Maskę”, wyróżnienie łódzkich recenzentów teatralnych za najlepszą rolę męską – Piłsudskiego w Dyktatorze Zenona Janusza Michalskiego w jego reżyserii w Teatrze Nowym w Łodzi.
Od 1997 zajmował się przede wszystkim reżyserowaniem spektakli teatralnych; w Teatrze Muzycznym w Gliwicach – zrealizował operę Cyrulik sewilski, musical Grają naszą piosenkę oraz operetki – Zemsta nietoperza i Kwiat Hawaii. W 2003 w Teatrze Muzycznym w Gliwicach wystąpił w musicalu Hello, Dolly! jako Horacy Vandergelder. Pracował też jako reżyser w łódzkim Teatrze Powszechnym. W 2006 był reżyserem swojej sztuki Psychoterapia czyli sex w życiu człowieka we Wrocławskim Teatrze Komedia.

## Kariera ekranowa
Swoją karierę przed kamerami zaczynał od mało znaczących epizodów w serialach Ile jest życia (1974) i Polskie drogi (1977). Rozpoznawalność wśród szerszej publiczności zdobył dzięki występom w kultowych komediach Juliusza Machulskiego: Vabank (1981) i sequelu Vabank II, czyli riposta (1984) w roli niedoświadczonego złodzieja Moksa oraz Kingsajz (1987) w roli Ola Jedliny. W teledysku grupy Kombi do utworu „Black & White” (1985) w reż. Juliusza Machulskiego pojawił się w roli gwałtownego nupturienta, niedoszłego małżonka Karoliny Wajdy. 
Wystąpił w dwóch ekranizacjach powieści w reżyserii Zbigniewa Kuźminskiego – w roli w birbanta i utracjusza, Zygmunta Korczyńskiego, rodzinnego odszczepieńca i zaprzańca, który porzucił ojcowiznę i narodową tradycję w Nad Niemnem (1987) Elizy Orzeszkowej i w roli hrabiego Wentzela, zniemczonego dziedzica, który pod wpływem miłości zostaje polskim patriotą w Między ustami a brzegiem pucharu (1987) Marii Rodziewiczówny. Był gospodarzem teleturnieju TVP1 Kochamy polskie seriale (2000–2004).

## Życie prywatne
Był żonaty z Wandą. Mieli dwoje dzieci: córkę Julię (ur. 16 kwietnia 1981 w Łodzi) – dyrygentkę, trenerkę dykcji i śpiewu, która m.in. przygotowywała wokalnie uczestników programu Twoja twarz brzmi znajomo, i syna Igora (ur. 8 października 1986 w Krakowie), który został aktorem. 
Zmarł 22 sierpnia 2007 wskutek porażenia prądem z wadliwej instalacji elektrycznej w swojej piwnicy obok domku letniskowego w Suchawie koło Włodawy. Miał 54 lata. 28 sierpnia 2007 jego prochy spoczęły na cmentarzu komunalnym Zarzew w Łodzi (kwatera XV, rząd 18, grób 31).

## Filmografia
| Rok       | Film                                       | Rola                                                      | Reżyser                                                                                           |
| --------- | ------------------------------------------ | --------------------------------------------------------- | ------------------------------------------------------------------------------------------------- |
| 1974      | Ile jest życia                             | student (odc. 2)                                          | Zbigniew Kuźmiński                                                                                |
| 1974      | Ile jest życia                             | pan młody w urzędzie stanu cywilnego (odc. 9)             | Zbigniew Kuźmiński                                                                                |
| 1977      | Polskie drogi                              | Mureńko (odc. 7)                                          | Janusz Morgenstern                                                                                |
| 1981      | Vabank                                     | „Moks”                                                    | Juliusz Machulski                                                                                 |
| 1984      | Vabank II, czyli riposta                   | „Moks” / śpiewak z jazzbandu                              | Juliusz Machulski                                                                                 |
| 1985      | „Black and White” (teledysk zespołu Kombi) | nupturient (w roli niedoszłej małżonki Karolina Wajda)    | Juliusz Machulski                                                                                 |
| 1985      | Zaproszenie                                | młody lekarz                                              | Wanda Jakubowska                                                                                  |
| 1986      | Nad Niemnem                                | Zygmunt Korczyński                                        | Zbigniew Kuźmiński, Karol Chodura, Maria Burdecka                                                 |
| 1986      | Nad Niemnem                                | Zygmunt Korczyński                                        | Zbigniew Kuźmiński, Karol Chodura, Maria Burdecka                                                 |
| 1987      | Między ustami a brzegiem pucharu           | hrabia Wentzel Croy-Dulmen                                | Zbigniew Kuźmiński                                                                                |
| 1987      | Kingsajz                                   | Olo Jedlina                                               | Juliusz Machulski                                                                                 |
| 1988      | Przyjaciele wesołego diabła                | Makary Mak                                                | Jerzy Łukaszewicz                                                                                 |
| 1988      | Kolory kochania                            | Władysław Orkan / Franek Rakoczy                          | Wanda Jakubowska                                                                                  |
| 1988      | Bliskie spotkania z wesołym diabłem        | Makary Mak                                                | Jerzy Łukaszewicz                                                                                 |
| 1994–1997 | Kasztaniaki                                | narrator (głos)                                           | Dariusz Zawilski, Wojciech Gierłowski, Krystyna Kulczycka, Stanisław Kucner, Krystyna Raczkiewicz |
| 2000      | Na dobre i na złe                          | Zbigniew Tarczyński (odc. 29)                             | Piotr Wereśniak                                                                                   |
| 2001      | Marszałek Piłsudski                        | brat rotmistrza Stanisława Radziwiłła (odc. 5)            | Andrzej Trzos-Rastawiecki                                                                         |
| 2001      | Lokatorzy                                  | pan Kurzępa (odc. 34)                                     | Feridun Erol                                                                                      |
| 2001      | Świat według Kiepskich                     | dziennikarz pisma „O ja cież piernicze” Stasio (odc. 108) | Okił Khamidov                                                                                     |
| 2002–2007 | Samo życie                                 | Wiktor Wojdat                                             |                                                                                                   |
| 2003      | Rodzina zastępcza                          | Michał „Misiek” (odc. 150)                                | Anna Hałasińska                                                                                   |
| 2005      | Szanse finanse                             | Bartek                                                    | Łukasz Rybarski                                                                                   |
| 2005      | Lokatorzy                                  | ojciec Małgosi (odc. 224-225)                             | Andrzej Kostenko                                                                                  |
| 2005–2006 | Warto kochać                               | Piotr                                                     |                                                                                                   |

## Napisane sztuki teatralne
- Romanca
- Wiosna w zoo

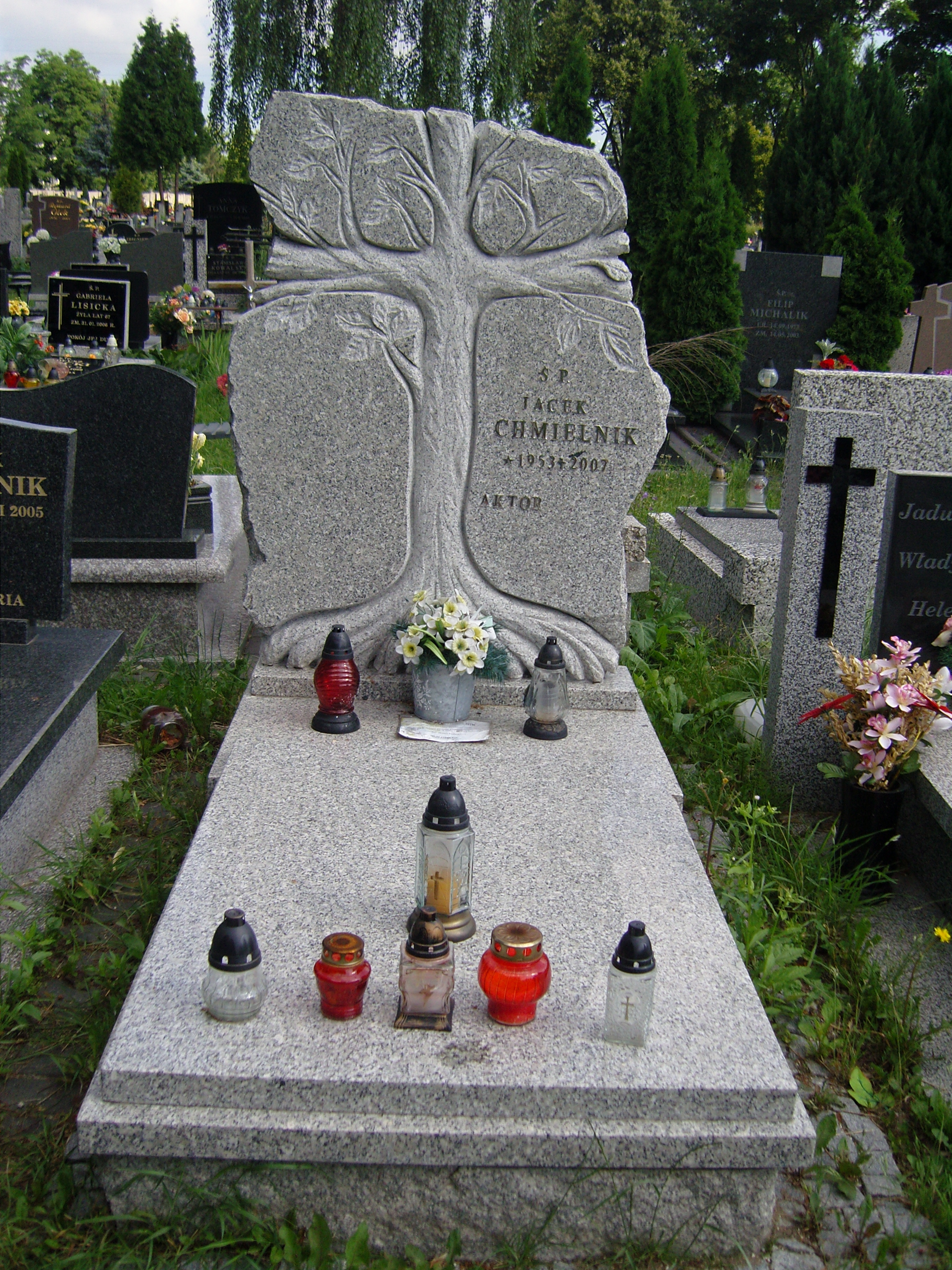
Grób J. Chmielnika na cmentarzu Zarzew w Łodzi

- Psychodrama, czyli seks w życiu człowieka
- Giewont
- Psychoterapia, czyli seks w życiu człowieka
- Parla-Memento

## Nagrody
- Krzyż Kawalerski Orderu Odrodzenia Polski (2007, pośmiertnie)[19]